# Garage

Garage – im Stil der neuen Sachlichkeit – Frankfurt am Main

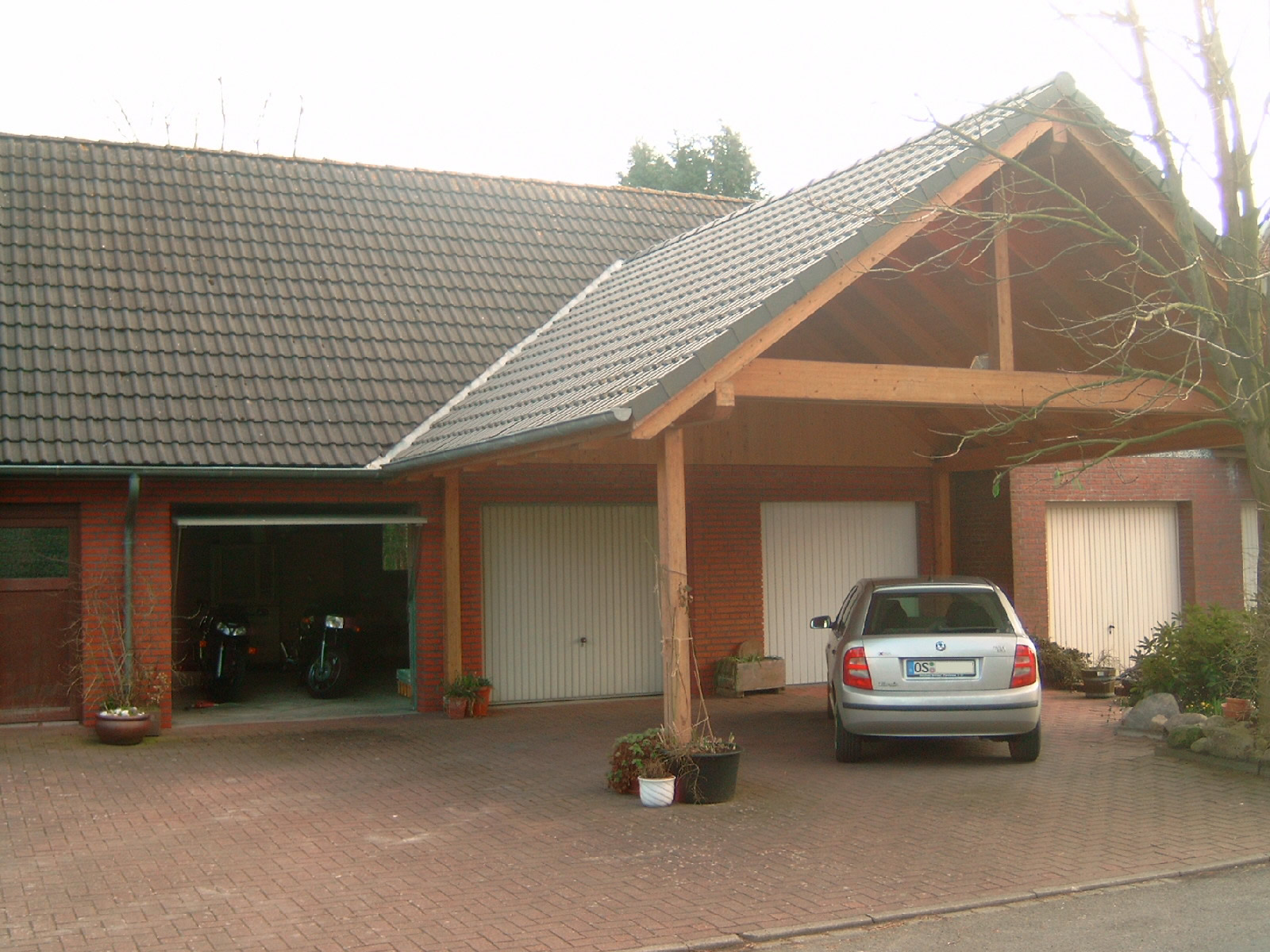
Garagen mit Schwingtor und vorgelagertem Carport

Eine Garage ist eine meist abschließbare, überdachte und durch feste Wände (mit Garagentor) umschlossene Abstellmöglichkeit (Stellplatz) für Fahrzeuge, meist Autos, aber auch Seilbahn-Fahrbetriebsmittel. Überdachte Abstellmöglichkeiten für Schienenfahrzeuge haben je nach Land unterschiedliche Bezeichnungen, in der Regel werden sie aber nicht als Garage bezeichnet. In Österreich und der Schweiz werden diese bei Straßenbahnen häufig als Remise bezeichnet. So wurden früher auch Abstellmöglichkeiten für Kutschen benannt, sodass sich die beiden Worte bei Einführung des Automobils um 1900 überschneiden. In Österreich und der Schweiz umfasst der Begriff Garage auch Reparatur-Werkstätten und Depots für Omnibusse oder Oberleitungsbusse. Das Wort Garage stammt, wie das verwandte gare (‚Bahnhof‘), aus dem Französischen, garer bedeutet ‚sicher verwahren‘.
Bei den Garagen lassen sich Einzelgaragen und Großgaragen (Schweiz: Einstellhalle) unterscheiden. Während bei einer Einzelgarage das Fahrzeug seinen eigenen abschließbaren Raum besitzt, dient die Großgarage zur Aufnahme mehrerer Fahrzeuge. Einige Großgaragentypen bieten jedoch durch Rolltor und Gitter zwischen einzelnen Stellplätzen ebenfalls die Möglichkeit, ein Fahrzeug separat einzuschließen. Teilweise werden Großgaragen auch mit Kameras überwacht. Garagen müssen nicht verschließbar sein, solche Garagen werden Carports genannt. Eine Garagenanlage, die von mehreren Besitzern benutzt wird, bezeichnet man auch als Gemeinschaftsgarage.
Großgaragen zum kurzfristigeren Einstellen (Parken) heißen hingegen Parkhaus. In den Untergrund verlegte Garagenräume nennt man Tiefgarage, das umfasst jedoch dauerhafte Stellplätze wie temporäre Parkplätze.

## Garagenvarianten
- Beton-Fertiggarage

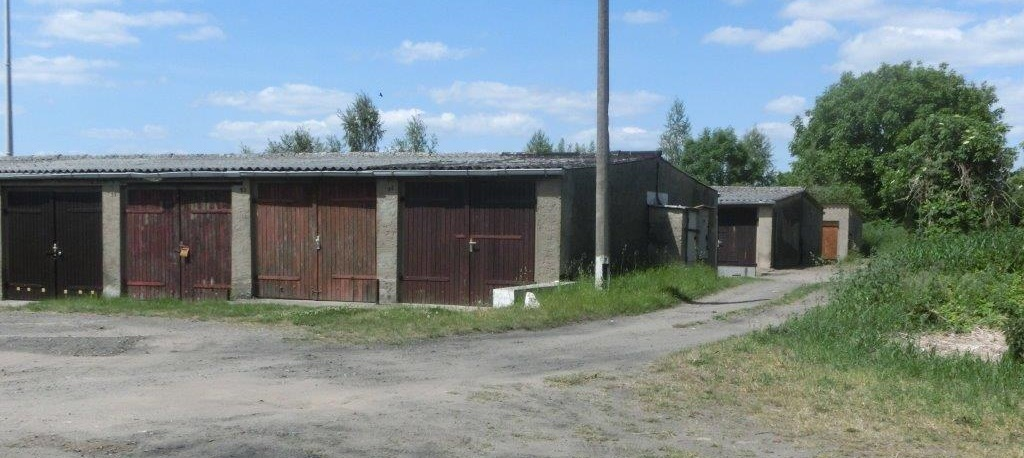
Garagengemeinschaft in der DDR

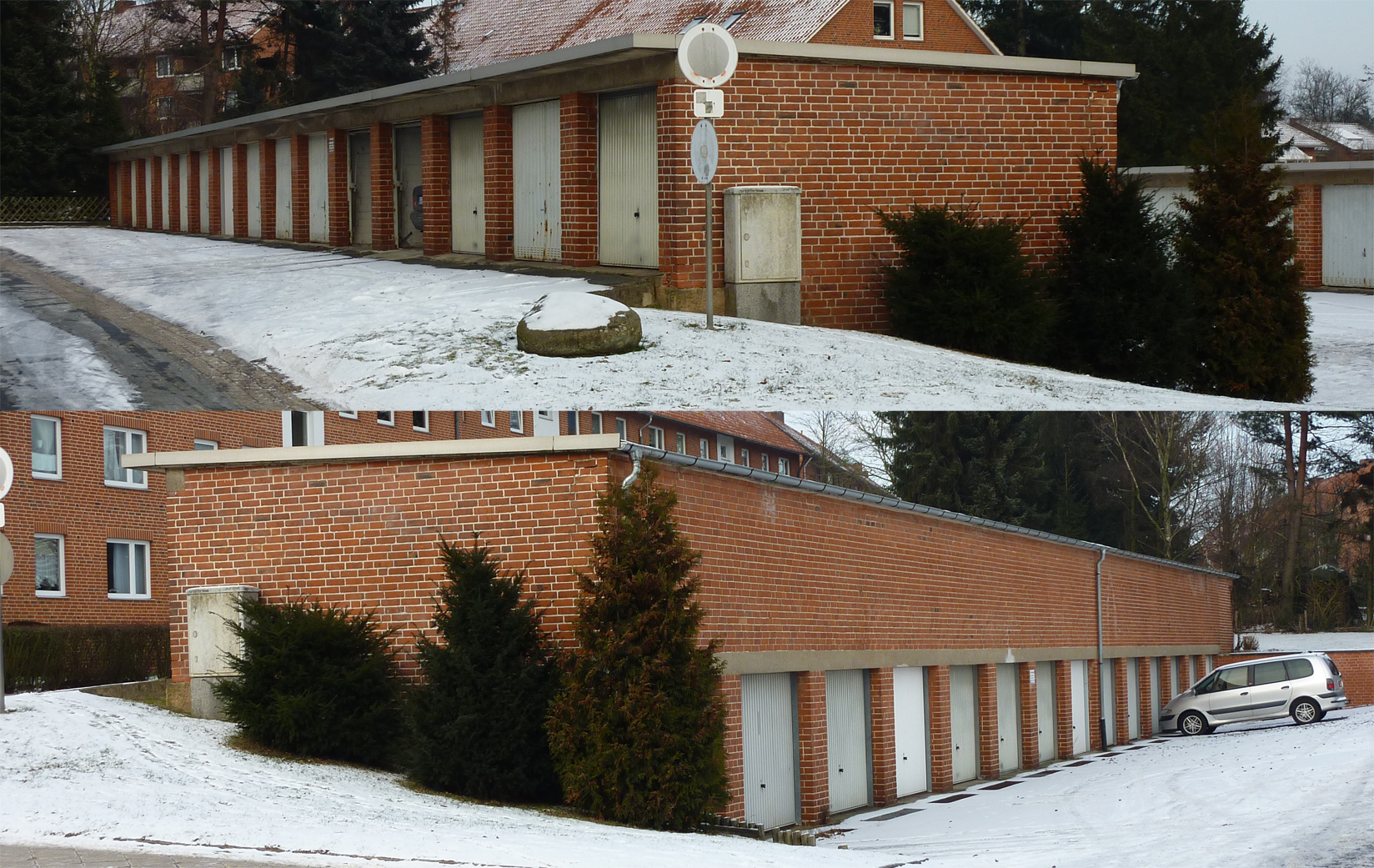
Etagengarage mit unterschiedlichen Zufahrtsniveaus

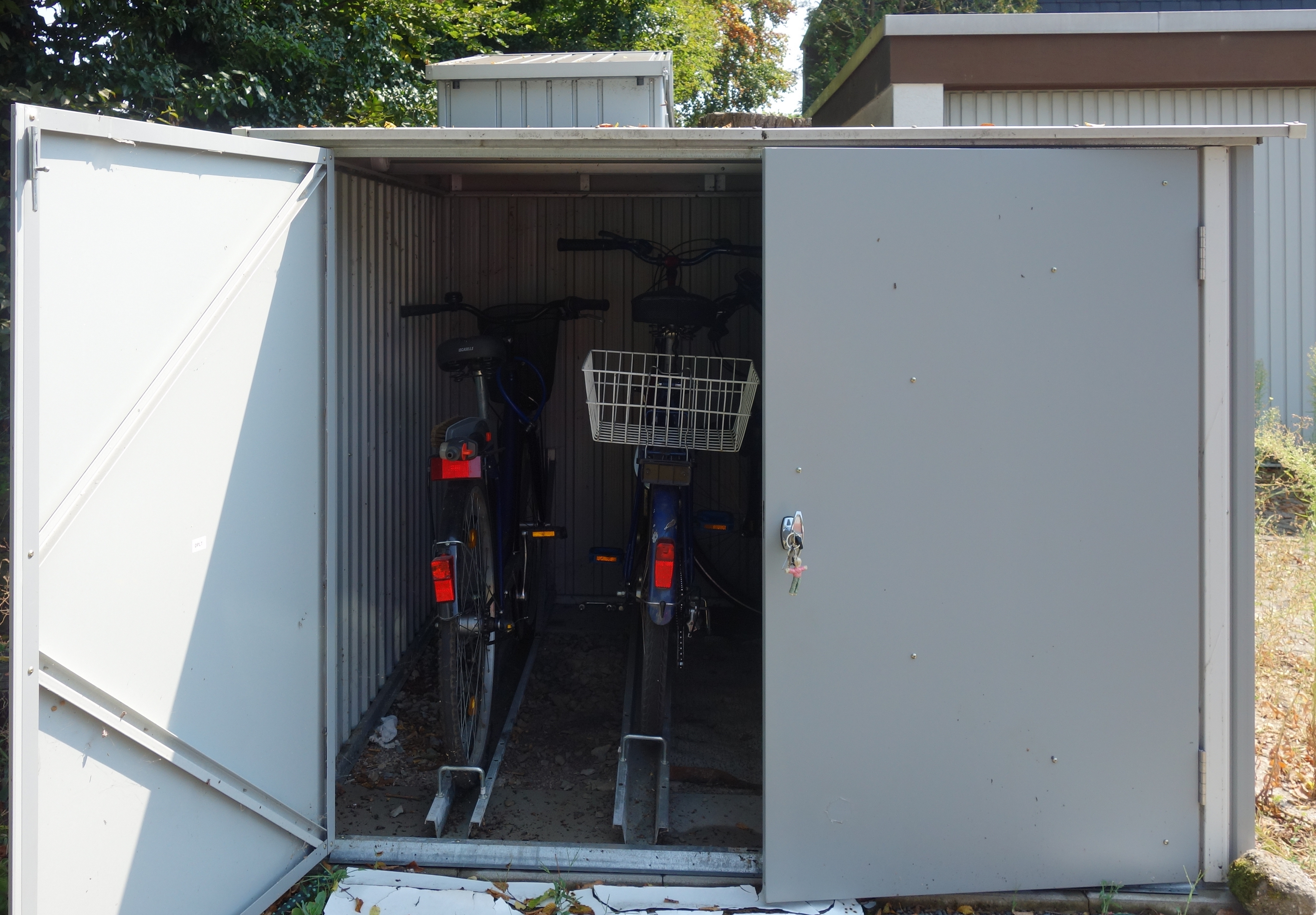
Private Fahrradgarage

- Fertiggarage aus Stahl oder Aluminium
- gemauerte Garage
- Einzelgarage: Stellplatz für ein Fahrzeug
- Doppelgarage: hier können zwei PKW nebeneinander parken
- Duplexgarage oder Doppelstockgarage: hier können zwei PKW übereinander parken
- Großraumgarage: für LKW oder Wohnmobil ausgelegte Garage
- Großgarage: Garage mit mehreren Pkw-Stellplätzen
- Erddruckgarage: muss von der Baustatik her so ausgelegt sein, dass Wände und/oder Dach die Last auch nasser Erde tragen können; zudem muss sie gegen Feuchtigkeit isoliert sein.
- Unterflurgarage: eingeschossige Erddruckgarage, die z. B. in einen Hang eingebaut werden kann oder als komplett unterirdischer Parkplatz eingebaut wird. Ihr Dach kann so als Gartenfläche oder Terrasse genutzt werden.

- Tiefgarage: unterirdische Garage mit mehreren Stellplätzen
- Hochgarage: oberirdische, mehrgeschossige Garage mit mehreren Stellplätzen
- Reihengarage: in Modulbauweise werden mehrere Garagen mit dünnen Zwischenwänden nebeneinander gebaut; auch Garagenanlage oder Garagenkomplex[2]
- Parksysteme
- Parkhaus
- Carport
- Fahrradgarage

## Garagendach
Selbst für Betonfertiggaragen gibt es unterschiedliche Dachformen, damit die Garage an die Optik des Hauses angepasst werden kann, z. B.
- Flachdach
- Krüppelwalmdach
- Pultdach
- Satteldach
- Schleppdach
- Walmdach

Viele Städte sehen beim Bau von Garagen oder Carports zwingend eine Dachbegrünung vor, zum einen für ein verbessertes Regenwassermanagement, zum anderen als Ausgleich für die zunehmende Versiegelung der Landschaft.

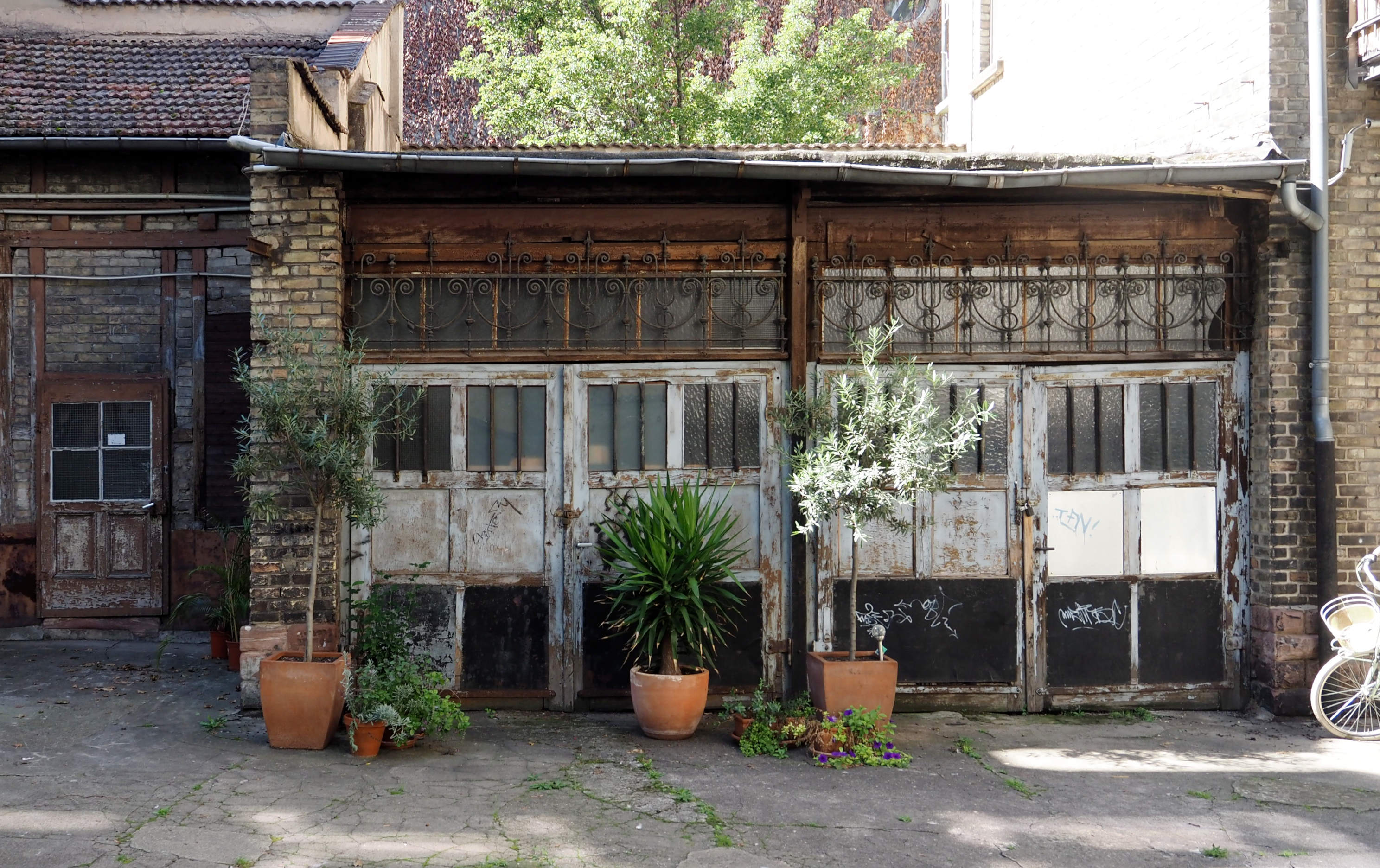
Alte Garagen in Mannheim

## Garagentor
Es gibt verschiedene Formen von Garagentoren:
- Flügeltor
- Kipptor
- Rolltor
- Schiebetor
- Schwingtor
- Sektionaltor

Garagentore werden heute meist mit einem Torantrieb ausgestattet, damit sie sich z. B. per Fernbedienung aus dem Auto heraus bequemer öffnen lassen.

## Baurecht in Deutschland
Baurechtlich wird die Ausführung und der Betrieb von Garagen in Deutschland in den Verordnungen über den Bau und Betrieb von Garagen (Garagenverordnung, GaragenVO) der einzelnen Bundesländer geregelt.
In der Muster-Garagenverordnung des Bundes (M-GarVO) ist unter anderem festgelegt:
Es sind Garagen mit einer Nutzfläche
- bis 100 m² Kleingaragen,
- über 100 m² bis 1000 m² Mittelgaragen,
- über 1000 m² Großgaragen.

Offene Garagen sind Garagen, die unmittelbar ins Freie führende Öffnungen in einer Größe von mindestens einem Drittel der Gesamtfläche der Umfassungswände haben.
Die Stellplatzgröße beträgt mindestens 5 m Länge und 2,3 m Breite (links und rechts weitere Parkplätze) bzw. 2,5 m Breite. Ebenso werden Zufahrtsgrößen, Kurvenradien, Fahrgassen usw. festgelegt.
Die M-GarVO regelt auch die Lagerung von brennbaren Stoffen: So dürfen z. B. in Kleingaragen bis zu 200 l Dieselkraftstoff und bis zu 20 l Benzin in dicht verschlossenen, bruchsicheren Behältern aufbewahrt werden.
Wenn Garagen in der Nähe der Grundstücksgrenzen oder direkt auf die Grundstücksgrenze gebaut werden, gilt das Grenzbaurecht. Unter bestimmten Größenvoraussetzungen erlaubt das Grenzbaurecht, sogar ohne die Zustimmung des Nachbarn Garagen direkt auf die Grundstücksgrenze zu bauen. Die Größenvorgaben unterscheiden sich je nach Bundesland bzw. Landesbauordnung.
Einen Sonderfall stellt die Maschinenhalle (z. B. in der Landwirtschaft) dar. Sie dient der Unterstellung oder Reparatur von KFZ wie LKW, Traktoren usw. Damit erfüllt sie formal die Definition einer Garage. Allerdings handelt es sich bei den KFZ zumeist um Arbeitsmaschinen. Auch das Nutzerverhalten ist deutlich abweichend. Dementsprechend sehen die entsprechenden Garagenverordnungen der Länder Abweichungen hinsichtlich der baulichen Anforderungen (z. B. Brandschutz) sowie der technischen Ausrüstung (z. B. Lüftung) vor.
Garagen dienen vorrangig der Unterbringung von Fahrzeugen. Sie müssen demnach – entgegen der häufig anzutreffenden Praxis – frei von Gegenständen sein, die nicht unmittelbar dem Fahrzeug dienen. Damit sollen mehr freie Stellplätze und weniger zugeparkte Straßen erreicht werden.

## Geschichte

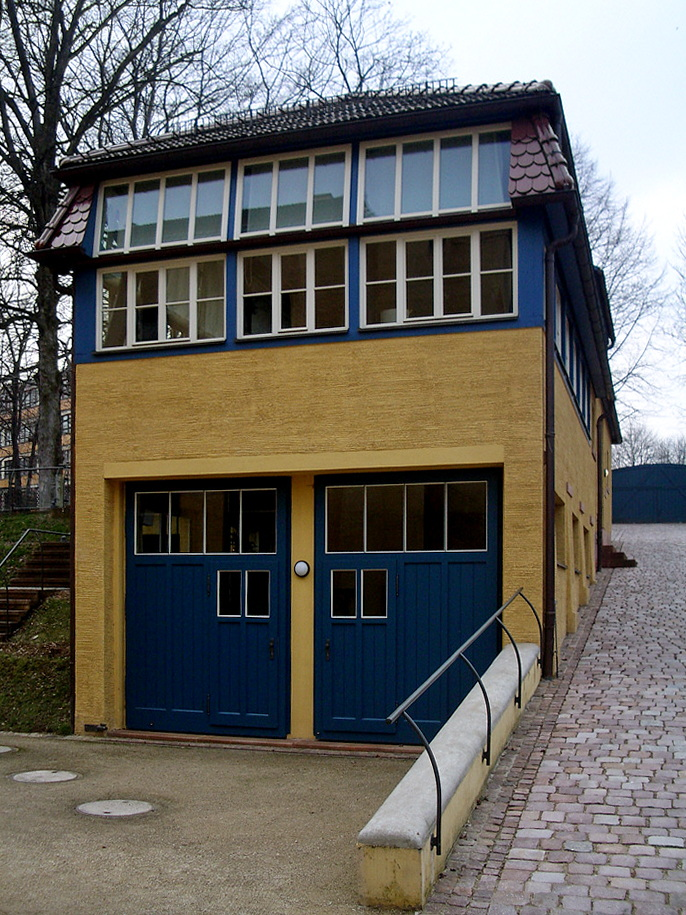
Automobil-Remise der Villa Esche in Chemnitz, 1903

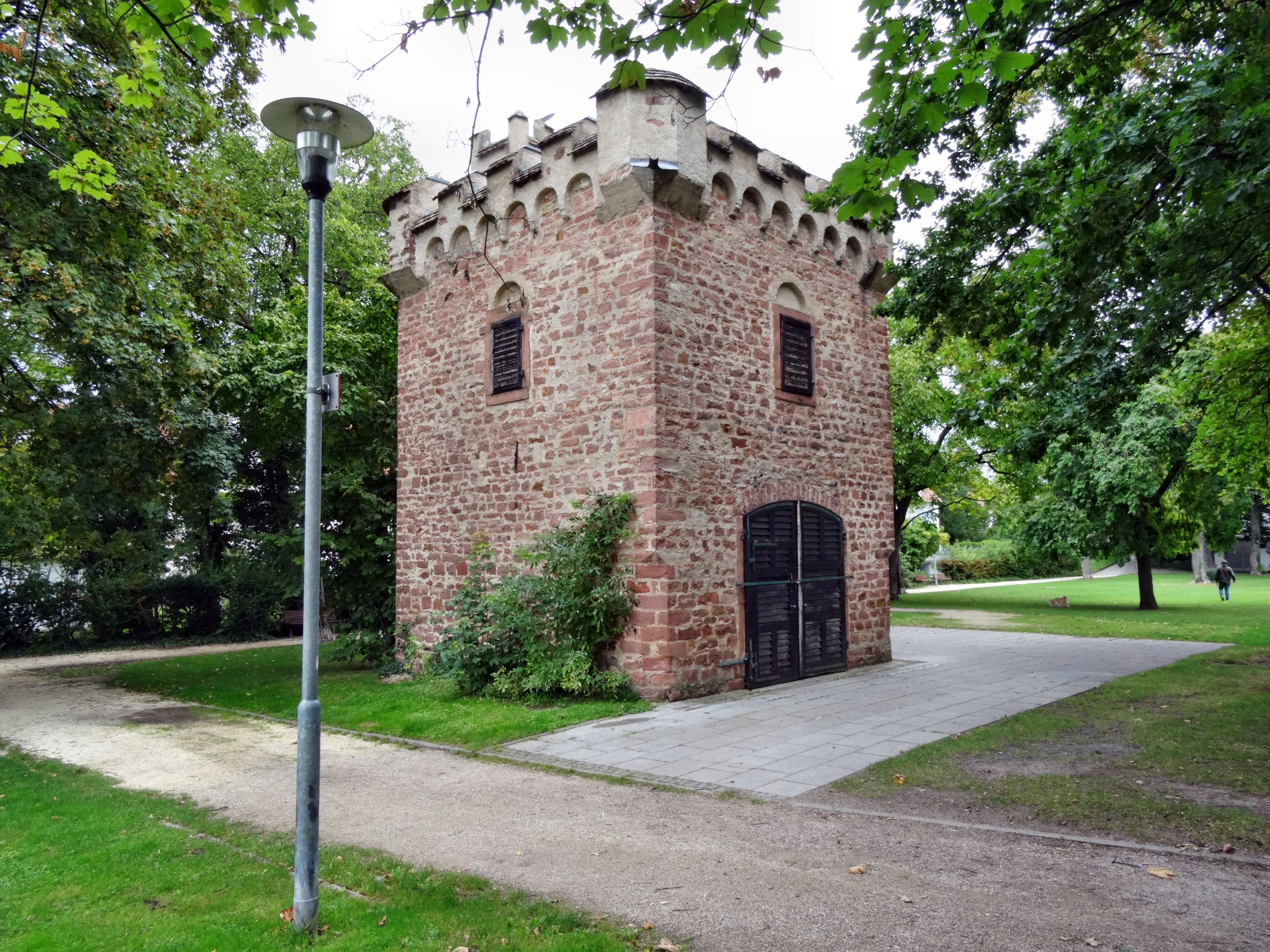
Dr.-Carl-Benz-Garage in Ladenburg, 1910

Die ersten Garagenneubauten entstanden in den USA, Großbritannien, Frankreich und Deutschland bereits vor dem Jahr 1900. Das Spektrum dieser eigens für die neuen Kraftwagen entworfenen Gebäude umfasste einfache Holzschuppen genau so wie aufwändig gestaltete, luxuriöse Sammelgaragen.
Eine der ältesten in Deutschland heute noch erhaltenen Garagen ist die 1903 fertiggestellte Automobil-Remise der Villa Esche in Chemnitz von Henry van de Velde. Hierbei handelte es sich um eine relativ einfach ausgestattete Doppelgarage (die Orangerie wurde erst 1911 aufgestockt).
Ein besonders beeindruckendes Beispiel für den Luxus privater Garagengebäude jener Zeit ist hingegen das 1907 fertiggestellte Automobil-Haus Reiner in München (Monten- und Prinzenstraße) von Architekt Karl Bauer. In dieser, neben der Villa des Automobileigentümers gelegenen, Luxusgarage mit Auto-Einstellhalle, Werkstatt, Benzinlager und Waschplatz sowie Herren-, Spiel- und Damenzimmer, einer Bibliothek, einer Kegelbahn und einem dazugehörigen Schwimmbad konnten bis zu vier große Automobile eingestellt werden.
Die vielleicht bekannteste Einzelgarage Deutschlands ließ Carl Benz, der Erfinder des Automobils, im Jahr 1910 in Ladenburg als Turm in historistischen Formen mit Auto-Abstellplatz im Erdgeschoss und Studierzimmer im Obergeschoss errichten.
Ebenfalls als Einzelgarage entstand in der ostwestfälischen Stadt Minden 1908 ein Wagenhaus, in welchem Theodor Mayer, einer der ersten Automobilbesitzer der Stadt, sein Fahrzeug unterbrachte. Auch hier ist über dem Abstellplatz eine kleine Wohnung für den Chauffeur eingerichtet.
Nach dem Ersten Weltkrieg entstanden (Einzel-)Garagen meist weiterhin als Bestandteil aufwendiger Privathäuser, da der Besitz eines Automobils nach wie vor überwiegend auf wohlhabende Kreise beschränkt blieb. Es gab jedoch auch erste Garagen als Fertigbauten aus Blech, langsam bildete sich ein einheitlicher Katalog aus Anforderungen, die an eine Garage gestellt wurden. So war es z. B. üblich, Garagen beheizbar zu machen, da noch keine hinreichenden Möglichkeiten zum Frostschutz bei Automobilen zur Verfügung standen. 1939 wurde die Reichsgaragenordnung erlassen, die erstmals auch Vorschriften über den Nachweis von Fahrzeugstellplätzen bei Neubauten enthielt.

## Sonstiges
Im Oktober 2007 wurde in Bayreuth der Deutsche Garagenverband e. V. gegründet. Vereinszweck war laut Satzung „Förderung der Wissensgewinnung über Garagen sowie Information der Öffentlichkeit über die Herstellung, bauartbedingten Unterschiede, Einsatzzwecke und Nutzungsmöglichkeiten (Öffentlichkeitsarbeit)“. Der Verein wurde im Dezember 2013 im Vereinsregister gelöscht.